# Schrott nach 8
Gli Schrott nach 8 sono un gruppo musicale tedesco (precisamente bavarese) degli anni ottanta.
La loro canzone più celebre è Zuppa romana, parodia delle specialità culinarie italiane, pubblicata come singolo nel 1983, e incisa, come cover italiana nel 1984, dal comico Lino Toffolo con il titolo Pasta e fagioli (tratta poi dall'album del 1984 Dedicato ai bambini - E tutti i gatti miao, cantata insieme ai Piccoli Cantori di Milano). Un'altra celebre cover della stessa canzone è Numero uno, realizzata nel 2009 da Matze Knop, comico, conduttore radiofonico e cantante tedesco, e dedicata a Luca Toni che, in quel periodo, giocava nelle file del Bayern Monaco.

## Componenti
- Walter "das Tier" Fricke (batteria)
- Karl "Charly Bianco" Blass (chitarra, voce)
- Maximilian "Maxwell Smart das Chamäleon" Geissler (voce)
- Manfred "Fred l" Zizler (percussioni)
- Johannes "Henkell Trocken" Henkel (chitarra, voce)
- Winfried Thomaschewski (lead guitar)
- Florian "Floh" Ruppert (basso)
- Achim (chitarra)
- Leo (Basso)
- Rudi Gast (chitarra)